# La Latette
La Latette é uma comuna francesa na região administrativa de Borgonha-Franco-Condado, no departamento de Jura. Estende-se por uma área de 5,89 km². Em 2010 a comuna tinha 79 habitantes (densidade: 13,4 hab./km²).